# Azulamus
Azulamus is een geslacht van hooiwagens uit de familie Manaosbiidae.
De wetenschappelijke naam Azulamus is voor het eerst geldig gepubliceerd door Roewer in 1957. 

## Soorten
Azulamus is monotypisch en omvat slechts de volgende soort:
- Azulamus scabrissimus